# مارینا نونیز دل پرادو
مارینا نونیز دل پرادو (۱۷ اکتبر ۱۹۱۰ – ۹ سپتامبر ۱۹۹۵) مجسمه‌ساز مشهور بولیویایی بود.
مارینا نونیز دل پرادو یکی از معتبرترین مجسمه سازان آمریکای لاتین بود. نونیز دل پرادو بسیاری از مجسمه‌های خود را بر اساس فرم زنانه و همچنین از حیوانات و مناظر بومی بولیوی الهام گرفته است. کار او بسیار حساس است، با منحنی‌های چرخشی. او از چوب‌های بومی بولیوی و همچنین گرانیت سیاه، آلاباستر، بازالت و اونیکس سفید کنده‌کاری کرد. شاید یکی از معروف‌ترین آثار او «زهره سفید» (۱۹۶۰) باشد، بدنی استیل‌شده زن در عقیق سفید. یکی دیگر از آثار مشهور «مادر و کودک» است که با سنگ عقیق سفید حجاری شده است. فرهنگ‌های بومی بولیوی الهام بخش بسیاری از کارهای او بودند.

## بولیوی و لاپاز
بولیوی برای معماری، مردم، صنعت نفت و هنرش شناخته شده است. هنر آن بسیار متمایز است، در عین حال تحت تأثیر تعداد انگشت شماری از جنبش‌های هنری غربی نیز قرار گرفته است. در حالی که این جنبش‌ها مانند نئوکلاسیکیسم تأثیر منفی بر مجسمه‌سازی داشتند، بولیوی همچنان موفق شد سه دوره سبکی به نام‌های منریسم، رئالیسم و هایپررئالیسم داشته باشد. هر دوره تعداد انگشت شماری از هنرمندان آثار منحصر به فرد بسیاری را تولید می‌کردند. به عنوان مثال در دوره هایپررئالیسم، هنرمندانی بودند که مجسمه‌هایی را با وسایل واقعی مانند کلاه گیس یا عینک متصل می‌کردند. همچنین با قطعاتی مانند «مسیح لا رکولتا» و «باکره کوپاکابانا» تمرکز کمی روی مذهب وجود داشت.
لاپاز که توسط آلونزو مندوزا در سال ۱۵۴۸ تأسیس شد، زادگاه مارینا نونیز دل پرادو است. به دلیل واردات هنر از اسپانیا، حرکات سبکی مانند باروک به لاپاز راه یافت و در مدرسه دریاچه تیتیکاکا تدریس شد. بعدها، مستیزو باروک، نئوکلاسیک و در نهایت روکوکو شروع به تأثیرگذاری بر هنر و معماری لاپاز کردند. یکی از نمونه‌های آن دانشگاه شهردار سن آندرس است که از ترکیبی از باروک و نئوکلاسیک استفاده می‌کرد. در حالی که تأثیر زیادی از جنبش‌های جدیدتر مانند انتزاع وجود داشت، در حدود سال ۱۹۵۶، علاقه فزاینده‌ای به ساخت هنر عامیانه و دیگر سبک‌های هنری سنتی وجود داشت.

## اوایل زندگی زندگی و تحصیل
مارینا نونیز دل پرادو در ۱۷ اکتبر ۱۹۱۰ در لاپاز بولیوی به دنیا آمد. دل پرادو برای اولین بار عشق خود به هنر را در دوران جوانی و زمانی که در لاپاز تکنیک‌های مدل‌سازی و مجسمه‌سازی را مطالعه می‌کرد، کشف کرد. اشتیاق او به مجسمه‌سازی از کارهای میکل آنژ و همچنین میگل آنجل الهام گرفته شده بود. او بعداً در آکادمی هنرهای زیبا در لاپاز به تحصیل در رشته هنرهای زیبا پرداخت و در سال ۱۹۳۰ فارغ‌التحصیل شد. مدت کوتاهی پس از فارغ‌التحصیلی، اولین نمایشگاه از چندین نمایشگاه خود را در لاپاز برگزار کرد. او به عنوان مربی آناتومی هنری و مجسمه‌سازی در دانشگاه خود ادامه داد. او اولین زنی بود که به مقام ریاست آکادمی دست یافت.
دل پرادو در حالی که در آکادمی هنرهای زیبای لاپاز کار می‌کرد، شروع به نمایشگاه‌های محلی کرد. او از نظر هنری بسیار فعال بود و با هنرمندان مختلفی مانند سسیلیو گوزمان دی روخاس، نقاش اهل بولیوی که در آن زمان جنبش هنری بومی را رهبری می‌کرد، همکاری داشت. به‌طور مشابه، دل پرادو در درجه اول کار خود را بر حقوق مردمان بومی و بومیان، یک ایدئولوژی سیاسی متمرکز بر رابطه جمعیت بومی با دولت متمرکز کرد.
دل پرادو در سال ۱۹۳۸ شغل خود را در دانشگاه و شهر زادگاهش لاپاز ترک کرد تا به مسافرت برود. برخی تحقیقات حاکی از آن است که تا هشت سال بعد از فارغ‌التحصیلی، او در آناتومی هنری تخصص داشت و مدال طلا را از آرژانتین در سال ۱۹۳۶ و برلین در سال ۱۹۳۸ به دست آورد. او چندین سال بعد را در پرو، اروگوئه و آرژانتین گذراند. او سپس به کشورهای دیگر خارج از آمریکای جنوبی از جمله مصر، بخش‌هایی از اروپا و ایالات متحده سفر کرد و در آنجا به مدت ۸ سال در نیویورک با کمک هزینه تحصیلی که توسط انجمن زنان دانشگاه آمریکا اعطا شد، تحصیل کرد.
دل پرادو در حالی که در نیویورک بود برای نمایشگاه خود معدنچیان در شورش برنده مدال طلا شد. این کار بر روی کارگران منطقه پوتوسی در بولیوی متمرکز بود. اندکی پس از آن، در سال ۱۹۴۸، دل پرادو به لاپاز بازگشت و در آنجا به ساخت آثاری با الهام از مردمان بومی آمریکای جنوبی و همچنین چشم‌انداز و فرهنگ سرزمین خود ادامه داد. او بعداً در سال ۱۹۷۲ به پرو نقل مکان کرد و در آنجا با همسرش، خورخه فالکون، نویسنده بومی در پرو زندگی کرد. دل پرادو به همراه چهار خواهر و برادرش موزه کاسا مارینا نونز دل پرادو را به یاد والدینش به مردم بولیوی اهدا کرد. این موزه بیش از هزار اثر هنری را در خود جای داده است که بیشتر توسط دل پرادو و برخی توسط خواهرش نیلدا انجام شده است. دل پرادو در سال ۱۹۹۵ در لیما، پرو درگذشت.